# Ministerstwo Zdrowia Czech
Ministerstwo Zdrowia Republiki Czeskiej  (cz. Ministerstvo zdravotnictví České republiky, MZ) – utworzone na mocy ustawy nr 2/1969 Sb. o powołaniu ministerstw i innych centralnych organów administracji państwowej Czeskiej Republiki Socjalistycznej. 

## Kompetencje
Wymieniona ustawa (w § 10) określa, że do zakresu obowiązków MD należą:
- ochrona zdrowia i zdrowia publicznego
- działalność badawczą prowadzoną w ośrodkach badawczych
- ochrona i wykorzystanie naturalnych zasobów leczniczych, naturalnego uzdrawiania oraz naturalnych źródeł wód mineralnych
- zapobieganie, diagnozowanie i leczenie osób uzależnionych od narkotyków oraz diagnozowanie i leczenie innych chorób
- ubezpieczenia zdrowotne
- system informacji zdrowotnej
- zarządzanie bezpośrednim niektórych szpitali
- zarządzanie czeskim Inspektoratem Uzdrowisk i Źródeł
- kontrolowanie spożycia narkotyków i substancji psychotropowych przez Inspekcję Narkotyków i Substancji Psychotropowych[1]

Od 17 grudnia 2021 roku Ministrem Zdrowia jest Vlastimil Válek z partii TOP 09.

## Lista ministrów

### Czechy w składzie Czechosłowacji (do 1992 r.)
| Lp. |  | Minister          | Partia | Okres urzędowania                | Rząd |
| --- |  | ----------------- | ------ | -------------------------------- | --- |
| 1.  |  | Vladislav Vlček   | ČSL    | 8 stycznia 1969 – 11 lutego 1971 | Rząd Stanislava Rázla Rząd Josefa Kempnego i Josefa Korčáka Drugi rząd Josefa Korčáka                                                                    |
| 2.  |  | Jaroslav Prokopec | KSČ    | 11 lutego 1971 – 5 grudnia 1989  | Drugi rząd Josefa Korčáka Trzeci rząd Josefa Korčáka Czwarty rząd Josefa Korčáka Rząd Josefa Korčáka, Ladislava Adamca, Františka Pitry i Petra Pitharta |
| 3.  |  | Pavel Klener      | OF     | 5 grudnia 1989 – 29 czerwca 1990 | Rząd Josefa Korčáka, Ladislava Adamca, Františka Pitry i Petra Pitharta                                                                                  |
| 4.  |  | Martin Bojar      | OF     | 29 czerwca 1990 – 2 lipca 1992   | Rząd Petra Pitharta |
| 5.  |  | Petr Lom          | ODS    | 2 lipca 1992 – 22 czerwca 1993   | Pierwszy rząd Václava Klausa |

### Czechy (od 1993 r.)
| Lp. |  | Minister          |  | Partia                                | Okres urzędowania                       | Rząd                                                     |
| --- |  | ----------------- |  | ------------------------------------- | --------------------------------------- | -------------------------------------------------------- |
| 1.  |  | Petr Lom          |  | ODS                                   | 2 lipca 1992 – 22 czerwca 1993          | Pierwszy rząd Václava Klausa                             |
| 2.  |  | Luděk Rubáš       |  | ODS                                   | 22 czerwca 1993 – 10 października 1995  | Pierwszy rząd Václava Klausa                             |
| 3.  |  | Jan Stráský       |  | ODS                                   | 10 października 1995 – 2 stycznia 1998  | Pierwszy rząd Václava Klausa Drugi rząd Václava Klausa   |
| 4.  |  | Zuzana Roithová   |  | bezpartyjna                           | 2 stycznia 1998 – 22 lipca 1998         | Rząd Josefa Tošovskiego                                  |
| 5.  |  | Ivan David        |  | ČSSD                                  | 22 lipca 1998 – 9 grudnia 1999          | Rząd Miloša Zemana                                       |
| 6.  |  | Vladimír Špidla   |  | ČSSD                                  | 10 grudnia 1999 – 9 lutego 2000         | Rząd Miloša Zemana                                       |
| 7.  |  | Bohumil Fišer     |  | ČSSD                                  | 9 lutego 2000 – 15 lipca 2002           | Rząd Miloša Zemana                                       |
| 8.  |  | Marie Součková    |  | ČSSD                                  | 15 lipca 2002 – 14 kwietnia 2004        | Rząd Vladimíra Špidli                                    |
| 9.  |  | Jozef Kubinyi     |  | ČSSD                                  | 14 kwietnia 2004 – 4 sierpnia 2004      | Rząd Vladimíra Špidli                                    |
| 10. |  | Milada Emmerová   |  | ČSSD                                  | 4 sierpnia 2004 - 12 października 2005  | Rząd Stanislava Grossa Rząd Jiříego Paroubka             |
| 11. |  | Zdeněk Škromach   |  | ČSSD                                  | 12 października 2005 – 4 listopada 2005 | Rząd Jiříego Paroubka                                    |
| 12. |  | David Rath        |  | ČSSD                                  | 4 listopada 2005 – 4 września 2006      | Rząd Jiříego Paroubka                                    |
| 13. |  | Tomáš Julínek     |  | ODS                                   | 4 września 2006 – 23 stycznia 2009      | Pierwszy rząd Mirka Topolánka Drugi rząd Mirka Topolánka |
| 14. |  | Daniela Filipiová |  | bezpartyjna, wskazana przez ODS       | 23 stycznia 2009 – 8 maja 2009          | Drugi rząd Mirka Topolánka                               |
| 15. |  | Dana Jurásková    |  | bezpartyjna, od 10 czerwca 2010 w ODS | 8 maja 2009 – 13 lipca 2010             | Rząd Jana Fischera                                       |
| 16. |  | Leoš Heger        |  | TOP 09                                | 13 lipca 2010 – 10 lipca 2013           | Rząd Petra Nečasa                                        |
| 17. |  | Martin Holcát     |  | bezpartyjny                           | 10 lipca 2013 – 29 stycznia 2014        | Rząd Jiříego Rusnoka                                     |
| 18. |  | Svatopluk Němeček |  | ČSSD                                  | 29 stycznia 2014 – 30 listopada 2016    | Rząd Bohuslava Sobotki                                   |
| 19. |  | Miloslav Ludvík   |  | ČSSD                                  | 1 grudnia 2016 – 13 grudnia 2017        | Rząd Bohuslava Sobotki                                   |
| 20. |  | Adam Vojtěch      |  | ANO 2011                              | 13 grudnia 2017 – 21 września 2020      | Pierwszy rząd Andreja Babiša Drugi rząd Andreja Babiša   |
| 21. |  | Roman Prymula     |  | bezpartyjny, wskazany przez ANO 2011  | 21 września 2020 – 29 października 2020 | Drugi rząd Andreja Babiša                                |
| 22. |  | Jan Blatný        |  | bezpartyjny, wskazany przez ANO 2011  | 29 października 2020 – 7 kwietnia 2021  | Drugi rząd Andreja Babiša                                |
| 22. |  | Petr Arenberger   |  | bezpartyjny, wskazany przez ANO 2011  | 7 kwietnia 2021 – 26 maja 2021          | Drugi rząd Andreja Babiša                                |
| 22. |  | Adam Vojtěch      |  | ANO 2011                              | 26 maja 2021 – 17 grudnia 2021          | Drugi rząd Andreja Babiša                                |
| 22. |  | Vlastimil Válek   |  | TOP 09                                | 17 grudnia 2021 – nadal                 | Rząd Petra Fiali                                         |